# Подлесно-Мордовский Юрткуль
В Татарстане есть село Подлесный Юрткуль.
Подлесно-Мордовский Юрткуль — деревня в Старомайнском районе Ульяновской области России, на границе с Татарстаном. Входит в состав Матвеевского сельского поселения.

## География
Деревня находится в северной части Левобережья, в лесостепной зоне, в пределах Низкого Заволжья, на расстоянии примерно 38 километров (по прямой) к северо-востоку от посёлка городского типа Старая Майна, административного центра района.
Климат
Климат характеризуется как умеренно континентальный, с тёплым летом и умеренно холодной снежной зимой. Средняя температура воздуха самого тёплого месяца (июля) — 20 °C (абсолютный максимум — 39 °C); самого холодного (января) — −13,8 °C (абсолютный минимум — −47 °C). Продолжительность безморозного периода составляет в среднем 131 день. Среднегодовое количество атмосферных осадков составляет 406 мм. Снежный покров образуется в конце ноября и держится в течение 145 дней.
Часовой пояс
Село Подлесно-Мордовский Юрткуль, как и вся Ульяновская область, находится в часовой зоне МСК+1. Смещение применяемого времени относительно UTC составляет +4:00.

## История
Основано в конце 70-х годов XVII века, когда мордовские поселенцы стали осваивать северо-восточную часть нынешнего Старомайнского района, образуя мордовские поселения.
По переписи 1795 года отмечалось, что деревня Подлеска (ныне Подлесно-Мордовский Юрткуль, Средняя (ныне не существует) и Базарная (ныне Базарно-Мордовский Юрткуль) мордва имела совместно 3764 десятин земли и общего населения 973 человека, все — приказная крещёная мордва (мокша).
К 1859 году в деревне жило 269 жителей.
В 1908 году в деревне в 81 дворах жило 498 жителей, было: земское училище, одна лавка, две ветряные мельницы, кузница.
В 1926 году жило 200 жителей.
В коллективизацию в деревне был образован колхоз имени Максима Горького, куда вошла и д. Средние Мордовские Юрткули (упразднена в 1960 гг.).
В Великую Отечественную войну из Подлесных Мордовских Юрткулей не вернулся 21 человек.
В 1959 году в деревне 220 жителей. Колхоз имени Максима Горького присоединили к колхозу имени Маленкова из Базарных Мордовских Юрткулей, который стал называться имени Горького.
В 1999 году в Подлесных Мордовских Юрткулях 35 хозяйств и 79 жителей.

## Население
| 2010 |
| ---- |
| 21   |